# Sierra Azul
La Sierra Azul (en inglés: Sierra Azul Mountains) es parte de las cordilleras de la costa del Pacífico, son una cadena montañosa en el centro de California, Estados Unidos. es una cadena montañosa en el Condado de Santa Clara, California. Es la mitad sur de los Montes Santa Cruz, que está dividido en dos partes por la "California Highway 17" en lo que los colonizadores españoles llamaron Sierra Morena al norte y Sierra Azul para el sur. Parte de la sierra está dentro de la "Sierra Azul Open Space Preserve".
El pico más alto es el "Monte Umunhum" 3,489 ft (1,063 m s. n. m.), en su cima se encuentra el radar de la antigua Estación de la Fuerza Aérea de Almadén y la ubicación actual de un radar meteorológico NEXRAD del Servicio Meteorológico Nacional que sirve el Área de la Bahía de San Francisco y Área de la Bahía de Monterrey.

## Ubicación
La Sierra Azul forma parte de los Montes Santa Cruz, una cresta a lo largo de la península de San Francisco, al sur de la ciudad de San Francisco, que separa el Océano Pacífico desde la bahía de San Francisco y el Valle de Santa Clara , y continuando al sur, bordeando la bahía de Monterrey y terminando en el Valle de Salinas. La sierra pasa por San Mateo, Santa Clara y los condados de Santa Cruz, con el río Pájaro formando el límite sur.
La parte septentrional de los Montes Santa Cruz es conocida como "Montes Montara", al norte de Half Moon Bay Road (Ruta 92 del estado de California ) la porción media es conocida como la "Sierra Morena", que incluye una cumbre llamada Sierra Morena, y se extiende al sur a una brecha en el embalse Lexington, mientras al sur de la brecha la cordillera es conocida como la Sierra Azul.